# Dariusz Miłkowski
Dariusz Miłkowski (ur. 18 listopada 1947 w Sopocie) – polski reżyser teatralny, dyrektor Teatru Rozrywki w Chorzowie.

## Życiorys
W 1964 ukończył Liceum Ogólnokształcące im. B. Chrobrego w Sopocie. W latach 1964–1970 studiował na Wydziale Budowy Maszyn Politechniki Gdańskiej w Gdańsku, następnie w latach 1974–1978 na Wydziale Reżyserii Dramatu Państwowej Wyższej Szkoły Teatralnej im. L. Solskiego w Krakowie. W trakcie studiów asystent reżysera w teatrach krakowskich (Stary, Bagatela, Słowackiego). W roku 1978, po zaliczeniu IV roku, wyjechał do Londynu. Po powrocie, w 1979 roku reżyser w Teatrze Polskim w Poznaniu i Teatrze Muzycznym im. D. Baduszkowej w Gdyni. W latach 1981–1983 reżyser w Teatrze Polskim we Wrocławiu. Wykładowca Wydziału Aktorskiego Państwowej Wyższej Szkoły Teatralnej (1982–1992), prowadził zajęcia ze scen współczesnych i elementarnych zadań aktorskich.
W 1984 zastępca dyrektora ds. artystycznych w Teatrze Rozrywki „Music-Hall” w Chorzowie, następnie od 1985 jego dyrektor naczelny i artystyczny. Na scenie teatru prezentowane są realizacje z całej Polski, spektakle, koncerty indywidualnych twórców z różnych dziedzin sztuki scenicznej. Miały tu miejsce polskie prapremiery widowisk muzycznych i musicali (m.in. „Dzisiaj wielki bal w Operze” J. Tuwima, „Kat i błazen” J. Wericha, „Czarodziej z krainy Oz” F. L. Bauma, „Evita” A. L. Webbera, „Pocałunek kobiety-pająka” J. Kandera, „The Rocky Horror Show” R. O’Briena, „The Canterville Ghost” J. Williamsa, „Dyzma – musical” W. Młynarskiego, „Rudolf Valentino” Z. Rudnickiej, „Jekyll & Hyde” F. Wildhorna, „Producenci” M. Brooksa, „Przebudzenie wiosny” S. Satera czy „Sweeney Todd” S. Sondheima). Od kilku sezonów repertuar jest tworzony tak, by składać się w dużej mierze z wystawień prapremierowych. Przykładem – „Terapia Jonasza” J. Bończyka i Z. Krzywańskiego, „Czarodziejka z Harlemu” I. Villqista, „Zobacz Alicjo” K. Aleksander-Kmieć, „Położnice Szpitala św. Zofii” P. Demirskiego, „Historia filozofii po góralsku” według ks. prof. J. Tischnera czy „Gottland” M. Szczygła). Teatr odwiedza rocznie ok. sto tysięcy widzów.
Współzałożyciel Stowarzyszenia Dyrektorów Teatrów, od ośmiu kadencji członek jego zarządu. W 2010 roku otrzymał tytuł honorowego obywatela Chorzowa.

## Dorobek twórczy
- asystent reżysera: „Hamlet” W. Szekspira, reż. K. Swinarski, Narodowy Teatr Stary w Krakowie, „Morze” E. Bonda, reż. J. Zegalski, Teatr im. J. Słowackiego w Krakowie, „Życie jest snem” P. Calderona, reż. K. Skuszanka, dyplom aktorski PWST, Teatr im. J. Słowackiego w Krakowie, Scena Miniatura, „Wujaszek Wania” A. Czechowa, reż. H. Zaczek, egzamin III roku, Wydział Aktorski PWST w Krakowie, „Z biegiem lat…” J. Olczak-Ronikier, reż. A. Wajda, Narodowy Teatr Stary w Krakowie, „Pepsie” V. P. Edmonda, reż. M. Górkiewicz, Teatr Bagatela w Krakowie.
- reżyser podczas warsztatów reżyserskich: „Te twoje chmury” E. Westphala, Teatr im. J. Słowackiego w Krakowie, Scena Miniatura, „Przygoda sylwestrowa. Ilja i Riazanow”, Teatr im. W. Siemaszkowej w Rzeszowie.
- reżyser: „Czarny romans” W. Terleckiego, Teatr Polski w Poznaniu, „Dacza” I. Iredyńskiego, Teatr Polski w Poznaniu, „Umrzeć ze śmiechu” J. Janczarskiego, Teatr Polski w Poznaniu, „Piraci z Penzannes” Gilberta i Sullivana, Teatr Muzyczny im. D. Baduszkowej w Gdyni, „Mały kominiarczyk” B. Brittena, American School of Warsaw, „Potop Noego” B. Brittena, American School of Warsaw, „Amahl i nocni goście” C. Menottiego, American School of Warsaw, „Pieszo” S. Mrożka, Teatr Polski we Wrocławiu, „Damy i huzary” A. Fredry, Teatr Kameralny we Wrocławiu, „Grzesznicy bez winy” A. Ostrowskiego, Teatr Wybrzeże w Gdańsku, Scena Kameralna w Sopocie, „Nikiformy” E. Redlińskiego, Teatr Rozrywki w Chorzowie, „Księżniczka Turandot” C. Gozziego, dyplom Wydziału Aktorskiego krakowskiej PWST, filii we Wrocławiu, „Księżniczka Turandot” C. Gozziego, Teatr Rozrywki w Chorzowie, „Apetyt na czereśnie” A. Osieckiej, Teatr Rozrywki w Chorzowie, „Czarodziej z krainy Oz” F. Bauma, Teatr Powszechny w Łodzi, „Czarodziej z krainy Oz” F. Bauma, Teatr Muzyczny im. D. Baduszkowej w Łodzi, „Czarodziej z krainy Oz” F. Bauma, Teatr Rozrywki w Chorzowie, „Pastorałka” L. Schillera, Teatr Rozrywki w Chorzowie, „Ocean Niespokojny” A. Rybnikowa i A. Wozniesienskiego, Teatr Rozrywki w Chorzowie, „Pan Plamka i jego kot” A. Koecher-Hensel, Teatr Rozrywki w Chorzowie (spektakl nagrodzony na 8. Ogólnopolskim Konkursie na Wystawienie Polskiej Sztuki Współczesnej), „Shirley Valentine” W. Russella, Teatr Rozrywki w Chorzowie, „Canterville Ghost” J. Williamsa, Teatr Rozrywki w Chorzowie, „Na końcu tęczy” P. Quiltera, Teatr Rozrywki w Chorzowie.

## Nagrody i wyróżnienia
- Nagroda Artystyczna Złota Maska 1991 za „wypracowanie kształtu artystycznego repertuaru Teatru Rozrywki oraz bogatą i zróżnicowaną działalność impresaryjną”,
- Nagroda Prezydenta Chorzowa w dziedzinie kultury (1997),
- Nagroda na 8. Ogólnopolskim Konkursie na Wystawienie Polskiej Sztuki Współczesnej dla spektaklu „Pan Plamka i jego kot” w reżyserii D. Miłkowskiego (2002),
- Cezar – Statuetka Specjalna Loży Śląskiej Business Center „za wkład i kreowanie nowych sposobów prowadzenia instytucji artystycznej” (2008),
- Srebrny Medal „Zasłużony Kulturze Gloria Artis” (2009)[2],
- Dyplom Mistrzowski oraz statuetka Tukana – przyznane przez Kapitułę im. Aleksandra Bardiniego na 31. Przegląd Piosenki Aktorskiej we Wrocławiu (2010),
- Miód – nagroda dla „osób i instytucji, dzięki którym o Śląsku mówi się dobrze i dużo”, „Polska. Dziennik Zachodni” (2010),
- tytuł Honorowego Obywatela Chorzowa (2010), „Perła Śląska” – nagroda miesięcznika „Śląsk” z okazji 15-lecia pisma (2010).